# Charles Mantoux
Charles Mantoux, född 14 maj 1877 i Paris, död 1947, var en fransk läkare som utvecklade Mantouxtestet för påvisande av tuberkulos.